# Oswald Kabasta
Oswald Kabasta est un chef d'orchestre autrichien, né le 29 décembre 1896 à Mistelbach (Autriche) et mort le 6 février 1946 à Kufstein.

## Biographie
Il étudie la composition à l'Académie de musique et des arts du spectacle de Vienne auprès de Joseph Marx et du chef d'orchestre Ferdinand Löwe, ancien élève d'Anton Bruckner, et a pris des cours privés auprès de Franz Schmidt. En 1924, il obtient la direction musicale de l'Opéra de Baden, avant de diriger l'Orchestre de Graz (1926-31), puis l'Orchestre de l'Académie de Vienne à partir de 1931.
Il s'occupe des Petits Chanteurs de Vienne de 1935 à 1937 et obtient la consécration de sa carrière en étant nommé à la tête de l'Orchestre philharmonique de Munich en 1938.
En 1945, il est démis de ses fonctions par les Alliés pour son appartenance au parti nazi. Convaincu qu'il ne pourra plus diriger, il se donne la mort en 1946, à l'âge de 49 ans, en absorbant une forte dose de somnifère.

## Répertoire
Ses interprétations de Bruckner, notamment de la 4e symphonie,  sont admirées pour leur intensité et leur conduite rythmique.
Il a également donné une superbe version de la 9e symphonie de Dvořák avec l'Orchestre philharmonique de Munich, disponible sur disque (comme ses Bruckner).